# Костас Каріотакіс
Костас Каріотакіс (грец. Κώστας Καρυωτάκης, 30 жовтня 1896, Триполі — 20 липня 1928) — грецький поет, один з найпомітніших у 1920-ті роки серед грецьких поетів-іконоборців.

## Біографія
Костас Каріотакіс народився в місті Триполі. Його батько був інженером і за обов'язком служби багато подорожував. Дитинство і юність Костаса пройшли в різних містах, у тому числі в Аргостоліоні, Лефкаді, Ларисі, Каламаті, Афінах і т. д.
Його перші поетичні проби опубліковані в журналах для дітей 1912 року. Костас здобув освіту в Афінському коледжі права і політики англ. Athens School of Law and Political Sciences), закінчивши його в 1917 році. Однак кар'єру юриста Каріотакіс вирішив не продовжувати. Він поступив на службу в префектуру міста Салоніки. Робота йому не подобалася, про що свідчила його поезія цього періоду, в якій нерідко підіймалася тема бюрократії. Він написав прозовий твір «Катарсіс» (грец. Κάθαρσης), також присвячений цій темі. Через це Каріотакіс втратив свою посаду і переведений в інший регіон Греції. Під час своїх переїздів Костас Каріотакіс зіткнувся з тужливим і мученицьким життям країни доби Першої світової війни.
В лютому 1919 року Костас Каріотакіс опублікував свою першу поетичну збірку «Ὁ πόνος τοῦ ἀνθρώπου καὶ τῶν πραμάτων» (укр. Біль людей і речей), яку доволі непривітно прийняли, загалом вона викликала шквал негативних критичних рецензій. У тому самому ж році спільно зі своїм другом Агісом Левендісом створив сатиричний журнал «Дурний», який, попри великий успіх був заборонений поліцією після шостого перевидання. 1921 року Каріотакіс опублікував свою другу поетична збірка «Νηπενθῆ» (укр. Вино забуття).
1922 року розпочався роман Костаса Каріотакіса і поетеси Марії Полідурі (грец. Μαρία Πολυδούρη), з якою він познайомився, працюючи в префектурі Аттики.
1923 року він написав поему «Ωχρά Σπειροχαίτη» (укр. Бліда спірохета), яка була вперше опублікована пож назвою «Пісня безумства» і викликала масу пересудів, зокрема чуток про те, що поет хворий на сифіліс (сифіліс до 1945 року належав до хронічних захворювань і вважався невиліковним). Так, лікар-куратор поета Йоргос Скурас писав: «Він хворів, він був сифілітиком». Водночас Георгіос Саввідіс (1929—1999), професор Університету Арістотеля в Салоніках, дослідник і знавець грецької поезії, а також володар великого архіву, присвяченого грецьким поетам, з'ясував, що, Каріотакіс страждав від сифілісу, і що його брат Танасіс Каріотакіс вважав хворобу ганьбою сім'ї.
1924 року Костас Каріотакіс подорожував закордоном, відвідавши Німеччину та Італію. У грудні 1927 року він опублікував свою останню поетичну збірку «Ἐλεγεῖα καὶ Σάτιρες» (укр. Елегія і сатира). У лютому 1928 року Каріотакіс переведений в Патри, а через деякий час провів відпустку в Парижі. У червні 1928 року зупинився в місті Превеза. Звідти він надсилав листи друзям і рідним, повні відчаю, описуючи весь жах його перебування в цьому місті. Йому запропонували перебратися ненадовго в Париж, але він відмовився, усвідомлюючи, яким нелегким фінансовим тягарем це стане для сім'ї. Він написав поему «Πρέβεζα» (укр. Превеза) незадовго до самогубства.

### Самогубство
20 липня 1928 року Каріотакіс приїхав у Моноліті, де намагався втопитися впродовж десяти годин, однак так і не зміг, оскільки був прекрасним плавцем, про що він і написав у передсмертній записці. У ту саму ніч він повернувся додому, а потім вирушив купувати револьвер. Впродовж кількох годин поет курив у невеликому кафе Ураніос Кіпос (укр. Райський сад). Потім він вирушив на узбережжя айос-Спірідон і там під кроною великого евкаліпта наклав на себе руки, вистріливши собі в серце.
Літературне визнання прийшло до Каріотакіса через десятки років після його смерті. У 1970-ті роки відбулося переосмислення його творчості літературними критиками та спеціалістами, після чого його стали називати «особистістю, унікальною в грецькій літературі».

## Основні твори

### Поезія
- Ο Πόνος του Ανθρώπου και των Πραμάτων (1919)
- Νηπενθή (1921)
- Ελεγεία και Σάτιρες (1927)
- Τελευταία ποιήματα (1928) (Αισιοδοξία, Όταν κατέβουμε τη σκάλα…, Πρέβεζα)
- Ανέκδοτα ποιήματα
- Μεταφράσεις

### Проза
- Το καύκαλο
- Η τελευταία
- Ο κήπος της αχαριστίας
- Ονειροπόλος
- Τρεις μεγάλες χάρες
- Φυγή
- Το εγκώμιο της θαλάσσης
- Κάθαρσις
- Η ζωή του